# Aiulf al II-lea de Benevento
Aiulf al II-lea (de asemenea, Aio, Ajo sau Aione) a domnit ca principe de Benevento de la 884 la 891), într-o perioadă neliniștită pentru principatul independent de Benevento.
Ailf și-a început domnia prin depunerea fratelui său, Radelchis al II.lea, într-un moment în care bizantinii, sub conducerea generalului Nicefor Focas cel Bătrân, recuceriseră Calabria din 883. Comandantul bizantin și-a concentrat atacurile asupra teritoriilor din jurul Beneventului, iar Aiulf a răspuns prin cucerirea orașului Bari, care însă a fost recuperat de către bizantini.
De asemenea, Aiulf a trebuit să facă față unei invazii din partea ducelui Athanasie de Neapole.